# Episodi di SEAL Team (seconda stagione)
La seconda stagione della serie televisiva SEAL Team, composta da 22 episodi, è stata trasmessa in prima visione assoluta sul canale statunitense CBS dal 3 ottobre 2018 al 23 maggio 2019.
In Italia la stagione è stata trasmessa in prima visione assoluta su Rai 4 dal 31 dicembre 2019 al 15 gennaio 2020.
| n° | Titolo originale        | Titolo italiano               | Prima TV USA     | Prima TV Italia  |
| -- | ----------------------- | ----------------------------- | ---------------- | ---------------- |
| 1  | Fracture                | Contrasti                     | 3 ottobre 2018   | 31 dicembre 2019 |
| 2  | Never Say Die           | Mai dire mai                  | 10 ottobre 2018  | 31 dicembre 2019 |
| 3  | The Worst of Conditions | Le condizioni peggiori        | 17 ottobre 2018  | 2 gennaio 2020   |
| 4  | All That Matters        | Solo ciò che conta            | 24 ottobre 2018  | 2 gennaio 2020   |
| 5  | Say Again Your Last     | Ripeti l'ultima frase         | 31 ottobre 2018  | 3 gennaio 2020   |
| 6  | Hold What You Got       | Caccia al cartello            | 7 novembre 2018  | 3 gennaio 2020   |
| 7  | Outside the Wire        | Fuori dalla base              | 14 novembre 2018 | 6 gennaio 2020   |
| 8  | Parallax                | Parallasse                    | 21 novembre 2018 | 6 gennaio 2020   |
| 9  | Santa Muerte            | Santa Muerte                  | 5 dicembre 2018  | 7 gennaio 2020   |
| 10 | Prisoner's Dilemma      | Il dilemma del prigioniero    | 12 dicembre 2018 | 7 gennaio 2020   |
| 11 | Backwards in High Heels | All'indietro sui tacchi alti  | 2 gennaio 2019   | 8 gennaio 2020   |
| 12 | Things Not Seen         | Le cose che non si vedono     | 9 gennaio 2019   | 8 gennaio 2020   |
| 13 | Time to Shine           | Con l'acqua alla gola         | 23 gennaio 2019  | 9 gennaio 2020   |
| 14 | What Appears To Be      | Ciò che sembra                | 20 marzo 2019    | 9 gennaio 2020   |
| 15 | You Only Die Once       | Si muore una volta sola       | 27 marzo 2019    | 10 gennaio 2020  |
| 16 | Dirt, Dirt, Gucci       | Sfide                         | 3 aprile 2019    | 10 gennaio 2020  |
| 17 | Paradise Lost           | Paradiso perduto              | 10 aprile 2019   | 13 gennaio 2020  |
| 18 | Payback                 | Rivalsa                       | 17 aprile 2019   | 13 gennaio 2020  |
| 19 | Medicate and Isolate    | Curare e isolare              | 24 aprile 2019   | 14 gennaio 2020  |
| 20 | Rock Bottom             | Toccare il fondo              | 1º maggio 2019   | 14 gennaio 2020  |
| 21 | My Life for Yours       | Scelte                        | 8 maggio 2019    | 15 gennaio 2020  |
| 22 | Never Out of the Fight  | Non si abbandona la battaglia | 22 maggio 2019   | 15 gennaio 2020  |